# Wadicosa
Wadicosa is een geslacht van spinnen uit de familie wolfspinnen (Lycosidae).

## Soorten
De volgende soorten zijn bij het geslacht ingedeeld:
- Wadicosa arabica Kronestedt, Feulner & Roobas, 2024
- Wadicosa benadira (Caporiacco, 1940)
- Wadicosa bleyi (Dahl, 1908)
- Wadicosa cognata Kronestedt, 2015
- Wadicosa commoventa Zyuzin, 1985
- Wadicosa daliensis Yin, Peng & Zhang, 1997
- Wadicosa enucleata (Roewer, 1959)
- Wadicosa fidelis (O. Pickard-Cambridge, 1872)
- Wadicosa ghatica Kronestedt, 2017
- Wadicosa intermediata Abhijith & Sudhikumar, 2024
- Wadicosa jocquei Kronestedt, 2015
- Wadicosa mabweana (Roewer, 1959)
- Wadicosa manubriata (Simon, 1898)
- Wadicosa okinawensis (Tanaka, 1985)
- Wadicosa oncka (Lawrence, 1927)
- Wadicosa paulyi Kronestedt, 2017
- Wadicosa prasantae Ahmed, Anam, Saikia, Manthen & Saikia, 2014
- Wadicosa quadrifer (Gravely, 1924)
- Wadicosa russellsmithi Kronestedt, 2015
- Wadicosa sordidecolorata (Strand, 1906)